# Lalbarède
Lalbarède est une ancienne commune française située dans le département du Tarn et la région Midi-Pyrénées. Guitalens lui a été rattachée en 2007 pour former Guitalens-L'Albarède.

## Administration
| Période                                  | Période | Identité      | Étiquette | Qualité |
| ---------------------------------------- | ------- | ------------- | --------- | ------- |
| mars 2001                                |         | Marc Collange |           |         |
| Les données manquantes sont à compléter. |         |               |           |         |

## Démographie
| 1962 | 1968 | 1975 | 1982 | 1990 | 1999 |
| ---- | ---- | ---- | ---- | ---- | ---- |
| 212  | 214  | 209  | 201  | 253  | 264  |